# Nephele vespera
Nephele vespera är en fjärilsart som beskrevs av Fawcett 1915. Nephele vespera ingår i släktet Nephele och familjen svärmare. Inga underarter finns listade i Catalogue of Life.